# Spechbach
Spechbach este o comună din landul Baden-Württemberg, Germania. Se află în Kraichgau[*], la o altitudine de 197 m deasupra nivelului mării. Are o suprafață de 8,52 km². Populația este de 1.766 locuitori, determinată în 31 decembrie 2023, prin actualizare statistică[*].